# Affreschi di Castelseprio
Gli affreschi di Castelseprio sono un ciclo di pitture, variamente datate tra il VI e il X secolo, presenti nella chiesa di Santa Maria Foris Portas a Castelseprio, opera di un pittore anonimo indicato come Maestro di Castelseprio, un artista probabilmente bizantino, che lavorò per una committenza greca, longobarda, carolingia oppure milanese. Il ciclo rappresenta scene dell'infanzia di Cristo ispirate, sembrerebbe, soprattutto ai Vangeli apocrifi.
Fa parte del sito seriale "Longobardi in Italia: i luoghi del potere", comprendente sette luoghi densi di testimonianze architettoniche, pittoriche e scultoree dell'arte longobarda, iscritto alla Lista dei patrimoni dell'umanità dell'UNESCO nel giugno 2011.

## Storia
Nel 1944, nell'antica chiesa di Santa Maria foris portas, al di sotto di altri affreschi risalenti al XV e XVI secolo, furono scoperti da Gian Piero Bognetti degli affreschi risalenti al periodo altomedievale. Sia per il soggetto che per l'iconografia questi affreschi apparvero subito lontani da ogni confronto con altre testimonianze coeve, un caso unico nel panorama della storia dell'arte italiana: la naturalezza delle forme e un certo legame con la pittura romana antica li distinguono da tutte le altre pitture altomedievali. I soggetti rappresentati, le Storie dell'infanzia di Cristo, provengono indubbiamente dalla lettura di Vangeli apocrifi, in particolare il Vangelo di Giacomo, diffusi nella cultura greco ortodossa; ma ciò che stupisce è la tecnica con la quale sono stati dipinti questi affreschi, cioè una sorta di disegno prospettico, tecnica che in Occidente si era perduta. 
La qualità delle pitture, attribuite genericamente al cosiddetto "Maestro di Castelseprio", è molto alta, con una narrazione fluida che ricorda i rotoli illustrati tardo-antichi, la capacità di creare uno spazio realisticamente tridimensionale, il tratto espressivo, le pose, i gesti e le espressioni dei volti eloquenti. La tecnica pittorica è sapiente, con pennellate decise, velature che danno una luminosità diffusa, ombre ben definite e lumeggiature pastose. 
Gli affreschi risalgono in ogni caso a prima della metà del X secolo, per via di un'iscrizione, graffita al di sopra della superficie pittorica, che ricorda Arderico, arcivescovo di Milano eletto nel 936 e morto nel 948. 
Grazie a complessi esami fisici e chimici, era stato possibile datare l'erezione originaria della chiesetta al IV secolo, ma successivamente la termoluminescenza ha datato i mattoni dell'abside agli anni attorno all'830. 

### Datazione
Sulla datazione degli affreschi vi fu un aspro dibattito che ebbe una certa eco anche a livello internazionale, fra studiosi di diverse accademie; questo conflitto fu messo in luce dal bizantinista parigino Paul Lemerle, quando un articolo di Kurt Weitzmann, pubblicato in Italia nel 1950, anticipava le conclusioni tratte da una sua monografia sugli affreschi che sarà pubblicata nel 1951, che spostava la realizzazione del ciclo di Castelseprio alla metà del X secolo e indicava l'autore in uno dei pittori all'opera nelle miniature dei manoscritti classicheggianti quali il Rotulo di Giosué ed il Salterio di Parigi, di quel periodo dell'arte bizantina che nominò Rinascenza macedone. 
Gian Piero Bognetti, che collocava l'autore, pittore orientale di altro rango, nella seconda metà del VII secolo, rifiutò la proposta del Weitzmann nello stesso fascicolo dove fu pubblicata l'anticipazione; Carlo Cecchelli contestò la datazione in una recensione del libro. 
Anche Pietro Toesca non accettò tale datazione e su L'Arte ripropose la datazione al VII secolo e un pittore orientale come autore. Geza De Francovich, che propendeva anch'esso per una datazione anticipata, bocciò, sulla base di principio contro la metodologia dello storico tedesco.
Al contrario Edoardo Arslan, nella Storia di Milano, riconobbe l'autorità delle argomentazioni e rinunciò alla sua precedente idea di una datazione al VII secolo.
Nel 1953 Bognetti, su Sibrium, aveva pubblicato in italiano un articolo di Viktor Lazarev, del Presidio dell'Accademia delle scienze dell'URSS, dove l'autore voleva riportare la datazione al VI-VII secolo. Lazarev mise in risalto la qualità dello stile classico ed attribuì l'affresco ad un maestro orientale di passaggio.

## Tecnica
La decorazione della chiesa fu eseguita in fase di realizzazione dell'edificio, in quanto l'intonaco dipinto si trova al di sopra di un'arricciatura sulla quale il pittore tracciò le linee essenziali della composizione. Queste linee di color porpora, così come le tinte di fondo delle pitture, furono realizzate a "buon fresco", ovvero sull'intonaco ancora fresco.
Per quanto riguarda, invece, lo strato superficiale delle pitture, applicato sulla preparazione ad affresco, questo fu realizzato sull'intonaco già asciutto, e a testimoniarlo sono delle tracce di pittura rossa colate sul primo strato di intonaco e i segni lasciati dal pennello.
I colori più utilizzati sono il nero carbonaceo per le ombreggiature e il bianco di calce per le lumeggiature e alcuni elementi, come le vesti di alcuni personaggi. Dominano, inoltre, il rosso, ottenuto con ossido di ferro, e il giallo (perossido di ferro), utilizzato puro per raffigurare gli elementi aurei o unito al nero per ottenere tinte brune. È utilizzato anche il colore azzurro (certamente non ottenuto da lapislazzuli), spesso accostato al bianco per dare tratti scuri alle vesti candide, o insieme al rosso per generare tinte violacee. La sinopia è di colore rosso, realizzato sempre utilizzando ossido di ferro.

## Descrizione e stile

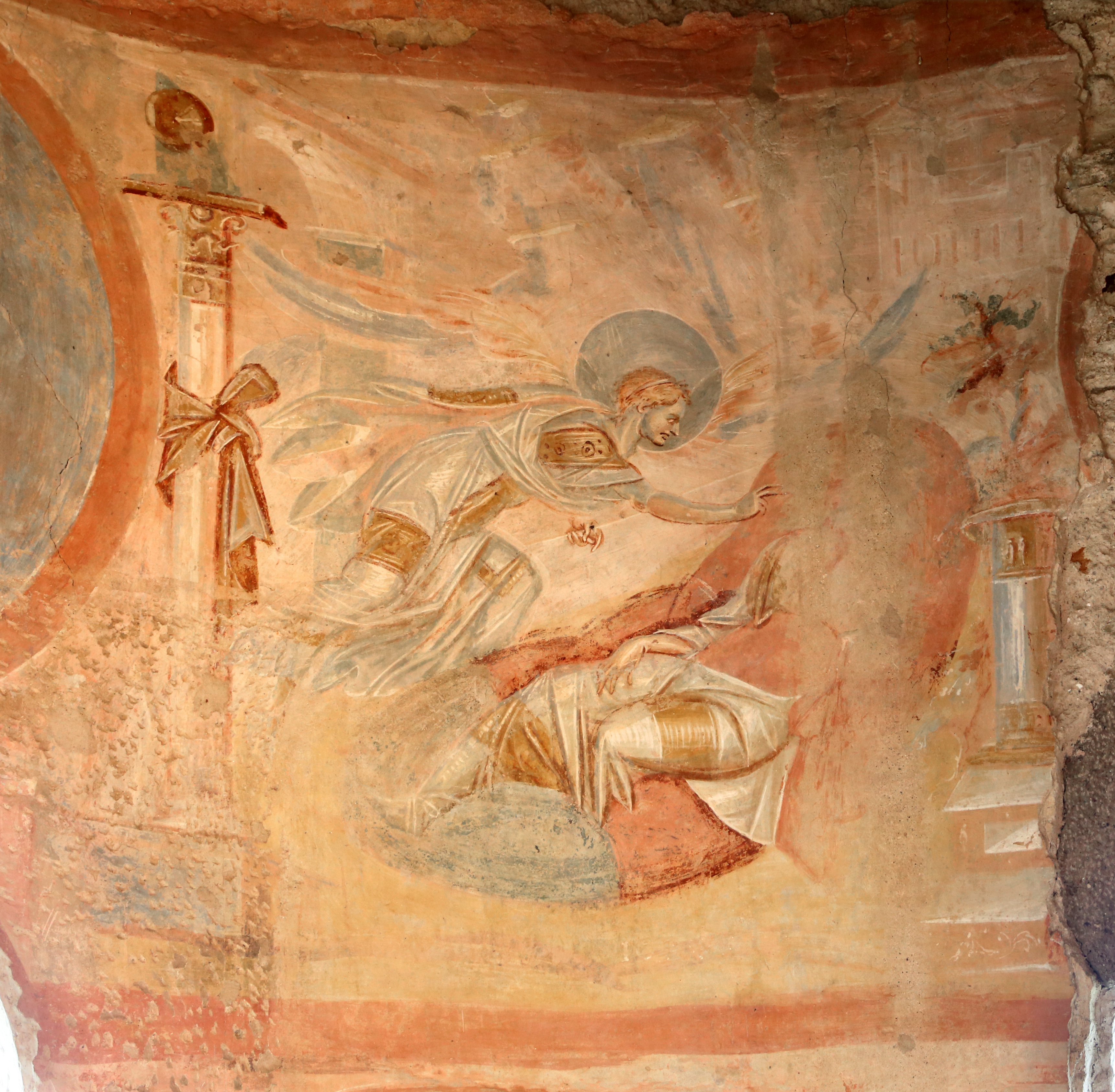
Apparizione dell'Angelo a Giuseppe

Il ciclo di affreschi, su due ordini, presenta l'iconografia delle Scene dell'Infanzia di Cristo: gli episodi rappresentati si susseguono l'uno dopo l'altro senza alcuna cornice divisoria. Nell'ordine, in alto:
- Annunciazione e Visitazione (due differenti episodi inseriti nella stessa scena)
- Prova delle Acque amare (episodio raramente raffigurato, in cui si dà prova della verginità di Maria)
- Apparizione dell'Angelo a Giuseppe
- Viaggio a Betlemme[13].

Tra scena e scena, al di sopra delle finestre, sono dipinti dei medaglioni, dei quali si è conservato solo quello centrale, con il Cristo Pantocratore la cui fisionomia richiama lo stile presente nella chiesa di Santa Sofia a Costantinopoli.
Un secondo ordine inferiore, intervallato dalle finestre, presenta:
- Adorazione dei Magi (situata sul risvolto dell'arco)
- Natività (che racchiude vari episodi: la Natività vera e propria, la Lavanda del Bimbo e l'Annuncio ai Pastori)
- Presentazione di Gesù al Tempio
- Una scena perduta, di cui restano solo alcune tracce[13].

Gli affreschi di questa fascia sono più rovinati poiché la superficie è stata martellata nel XVI secolo per far meglio aderire lo strato di intonaco per il nuovo ciclo di affreschi realizzato in quell'epoca.
Nella parte retrostante dell'arco trionfale si trovano due Angeli in volo con lo scettro e il globo, al di sopra dell'arco, che guardano al medaglione centrale dell'etimasia (il trono vuoto di Cristo), al quale portano simbolicamente i doni. Come già detto, il registro inferiore è occupato, a sinistra, dalla scena dell'Adorazione dei Magi, mentre la scena di destra è andata perduta.
Infine, nella parte più bassa, restano le tracce di una fascia decorata con ghirlande e finte nicchie chiuse da tendaggi ("velari") dai quali spuntano alcuni uccellini e la simbologia del Trono con il Libro chiuso.
La scelta delle scene è tutta focalizzata intorno al dogma dell'Incarnazione, tesa cioè a ribadire la consustanzialità di Cristo, ovvero la perfetta unione tra natura umana, implicita nei soggetti della vita di Cristo incarnato, e quella divina come nella rappresentazione del Cristo Pantocrator; il ciclo quindi appare studiato come risposta all'arianesimo, attraverso il ricorso a episodi narrati nei vangeli apocrifi, quali il Protovangelo di Giacomo e il Vangelo dello pseudo-Matteo.
Dal punto di vista dei contenuti simbolici il ciclo esprime quindi una visione della religione perfettamente congruente con l'ultima fase del regno longobardo; eliminata - almeno nominalmente - la concezione di Cristo ariana, quella messa in luce dagli affreschi di Castelseprio è specificamente cattolica.
Interessante è la tecnica compositiva, che lascia emergere una sorta di schema prospettico di diretta ascendenza classica, oltre a un chiaro realismo nella rappresentazione di ambienti, figure umane e animali. Il ciclo di affreschi testimonia così la permanenza, in tarda età longobarda, di elementi artistici classici sopravvissuti all'innesto della concezione germanica dell'arte, priva di attenzione ai risvolti prospettici e naturalistici e più concentrata sul significato simbolico delle rappresentazioni.
Seguono le descrizioni delle scene che non sono andate perdute.

### Annunciazione e Visitazione

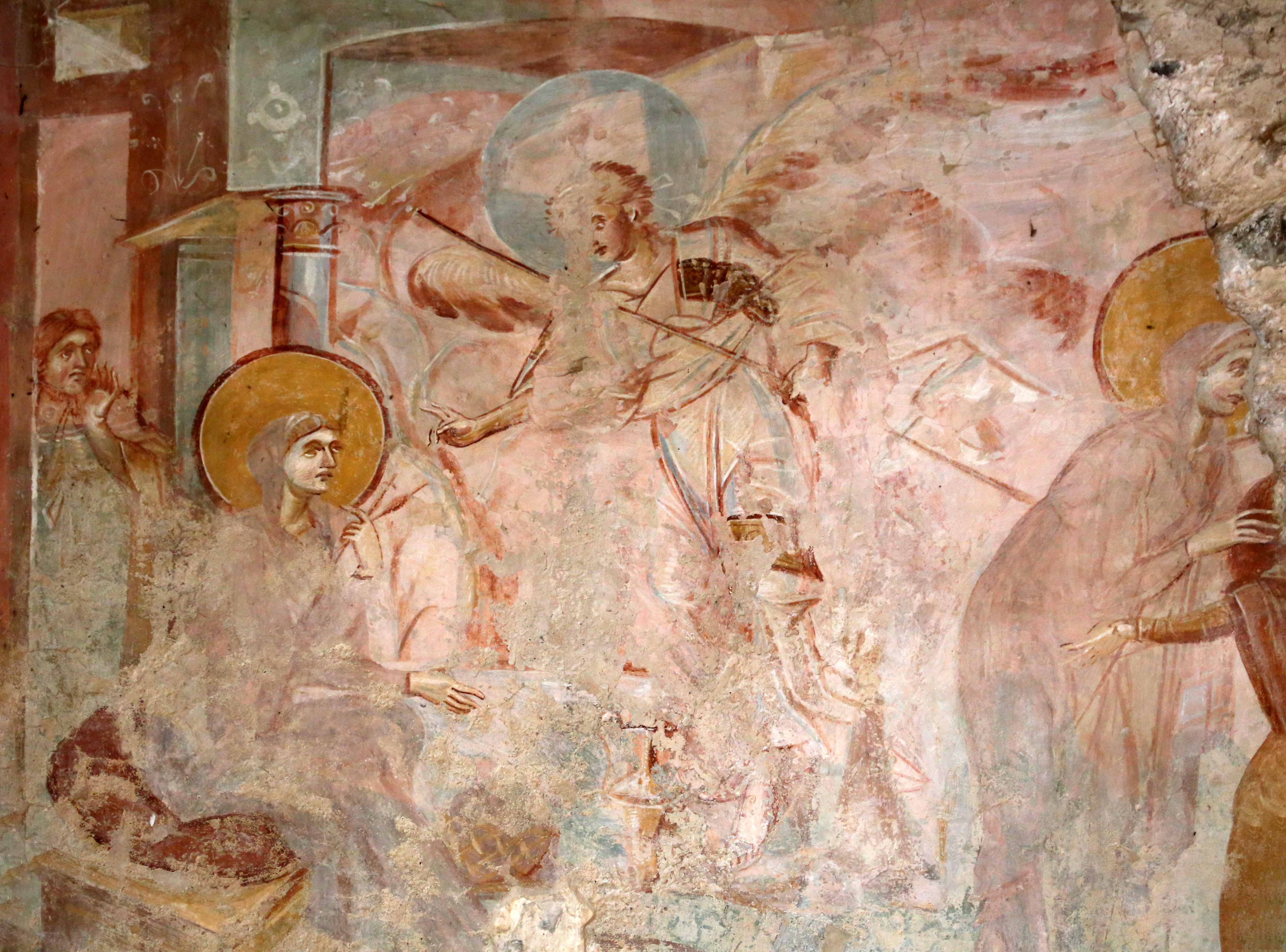
Annunciazione e Visitazione

Questa prima scena ritrae l'arcangelo Gabriele che appare a Maria, seduta all'aperto, su un largo seggio coperto da un cuscino color porpora. Alle sue spalle si trova un'architettura che probabilmente rappresenta la casa di Nazaret: in essa è visibile un alto architrave che poggia sopra una lesena che sporge dalla parete di fondo e, anteriormente, sopra una colonna con capitello approssimativamente corinzio. Dietro si apre una porta alta e stretta, sormontata da una finestrella, da dove sopraggiunge una figura femminile che, con aria sbigottita, osserva l'apparizione dell'angelo. Il volto di Maria presenta tratti più profondi rispetto a quelli dell'ancella alle sue spalle e presenta profonde occhiaie e folte sopracciglia nere, tipiche delle popolazioni semitiche. Nella mano sinistra, portata al volto con l'indice proteso verso il mento nel gesto di chi ascolta, tipico degli schemi greco-romani, tiene due fusi, mentre la mano destra protesa verso il basso. Ai suoi piedi si trova un cesto di vimini, contenente un filo purpureo: tutto ciò indica che Maria, prima dell'apparizione angelica, era intenta a filare.
Al centro della scena si trova un'idria (vaso utilizzato per contenere, generalmente, acqua). Nella parte bassa della scena è presente una zona azzurra, che probabilmente raffigura un piccolo specchio d'acqua. L'arcangelo Gabriele arriva da destra ed è rappresentato nell'atto di toccar terra con il piede, con ancora le ali spiegate dopo il volo concluso. Indossa, come tradizione vuole, una veste bianca (in vestibus albis) sopra la quale tiene un pallio (mantello in lana bianca che veniva posto sopra la tunica degli uomini di cultura dell'antica Grecia e Roma). Nella mano sinistra tiene una lunga verga terminante con un pomo (tipica del taxiarca, colonnello a capo di un battaglione, taxis, dell'esercito greco), mentre la mano destra è protesa verso Maria. Ai piedi indossa un paio di sandali.
Sullo sfondo, tra Maria e l'angelo, compare il tronco di un albero sinuoso e ramificato, mentre più in basso si trova un arbusto.
Questa rappresentazione corrisponde strettamente a quanto descritto nel Protovangelo di Giacomo (XI,2), in particolare alla seconda apparizione dell'angelo. In questo vangelo, infatti, è scritto: «[Maria] se ne andò a casa, posò la brocca e, presa la porpora, si sedette sul suo scanno e filava. Ed ecco un angelo del Signore si presentò dinanzi a lei, dicendo: "Non temere, Maria, perché hai trovato grazia davanti al Padrone di tutte le cose, e concepirai per la sua parola". Ma essa, all'udire ciò rimase perplessa, pensando: "Dovrò io concepire per opera del Signore Iddio vivente, e partorire poi come ogni donna partorisce?"».
L'altro episodio presente in questa scena è quello della Visitazione, che però è andato in parte perso. Una particolarità che si nota immediatamente, è data dal fatto che i due episodi non sono in alcun modo separati, ma, anzi, addirittura la verga dell'arcangelo va a nascondersi dietro la schiena di Maria (questa non separazione dei due episodi è tipico dell'uso antico e sopravvisse solo in Cappadocia). Qui è raffigurata Maria che si dirige verso la casa della cugina Elisabetta (che probabilmente era raffigurata nella parte destra della scena, in quanto la casa di Elisabetta non manca quasi mai negli schemi della Visitazione; inoltre la casa, insieme a quella di Nazareth nell'episodio precedente, avrebbe chiuso la scena come una sorta di cornice). L'incontro delle due donne, consistente in un abbraccio, avviene dunque all'aperto, come nelle più antiche composizioni, secondo la tradizione apocrifa, e non secondo il Vangelo secondo Luca che pone l'incontro nella casa di Zaccaria (I,40).

### Prova delle Acque

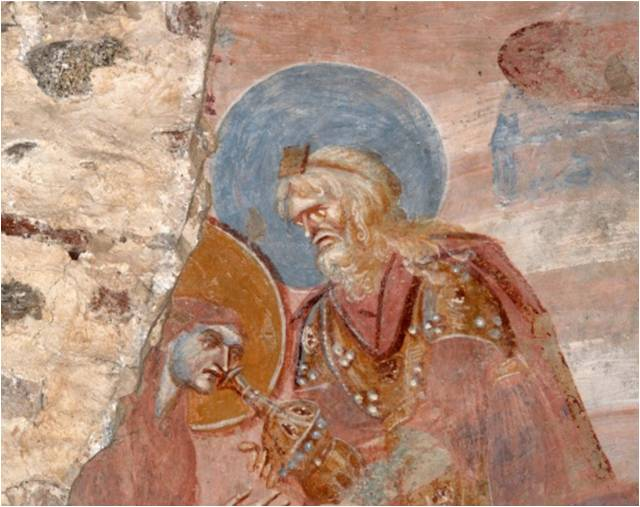
Maria sottoposta alla prova delle acque amare.

Questa scena, mancante della parte sinistra, raffigura un episodio presente solo nella tradizione apocrifa: il riconoscimento ufficiale della verginità di Maria mediante la Prova delle Acque amare. Secondo questo rito, il marito della presunta adultera presentava in offerta al tempio una focaccia preparata senza olio e presentata senza incenso (offerta non di devozione): il sacerdote toglieva il velo della donna accusata e le porgeva da bere dell'acqua mista alla polvere dell'atrio del tabernacolo dove si svolgeva il rito, pronunciando una maledizione. Si riteneva che, nel caso la donna fosse colpevole, avrebbe dovuto essere presa da dolori atroci così da morirne o da restare sterile.
Nel caso di Santa Maria foris portas, questa scena viene prima di quella dell'apparizione angelica a Giuseppe, ma nel Protovangelo di Giacomo, così come nel Vangelo dello pseudo-Matteo (così definito per distinguerlo dal Vangelo secondo Matteo, riconosciuto dalla Chiesa), le due scene avvengono nell'esatto ordine contrario.
Nella scena dell'abside della chiesa, sulla sinistra sono visibili le gambe di una figura maschile che senza dubbio doveva essere Giuseppe. Maria è visibile quasi per intero ed è china a bere l'acqua che le viene porta dal Sommo Sacerdote. Giuseppe è scalzo e indossa una tunica e un pallio bianchi, con riflessi azzurri. Maria è vestita come nella scena precedente e protende la mano destra verso l'idria contenente l'acqua. La mano sinistra è invece coperta, secondo l'uso cerimoniale antico, da un lembo della veste. Il volto della Vergine presenta guance gonfie e flosce, con un accenno di doppio mento, che il pittore ha voluto rappresentare per dimostrare il suo intento realistico.
Sulla figura del Sommo Sacerdote non sono presenti didascalie, quindi non vi è la certezza che si tratti di Zaccaria. Potrebbe infatti trattarsi, secondo il testo del Protovangelo, di Simeone o Samuele, oppure di Abiathar, secondo quanto riporta il Vangelo dello pseudo-Matteo. Confrontando però questa scena con le successive, si nota che il sacerdote in questo caso ha l'aureola (come in altre raffigurazioni), mentre il Simeone raffigurato nella Presentazione di questo stesso ciclo, non ce l'ha. Le ipotesi riportate da Giuseppe De Capitani d'Arzago ricadono più verosimilmente su Zaccaria.
Alla sinistra del sacerdote si trova un tavolo, posizionato sopra due gradini, uno quadrangolare e l'altro di forma rotonda, ricoperto da una tovaglia purpurea al centro della quale è posto un telo azzurro lungo e stretto (mappa). Dietro questo tavolo, alle spalle del sacerdote, si trova un emiciclo a tre gradini. Probabilmente l'intenzione del pittore era quella di far ricadere il tavolo precedentemente descritto al centro di uno spazio delimitato proprio da quell'emiciclo (sopra al quale è raffigurato un grosso bacile ovale).

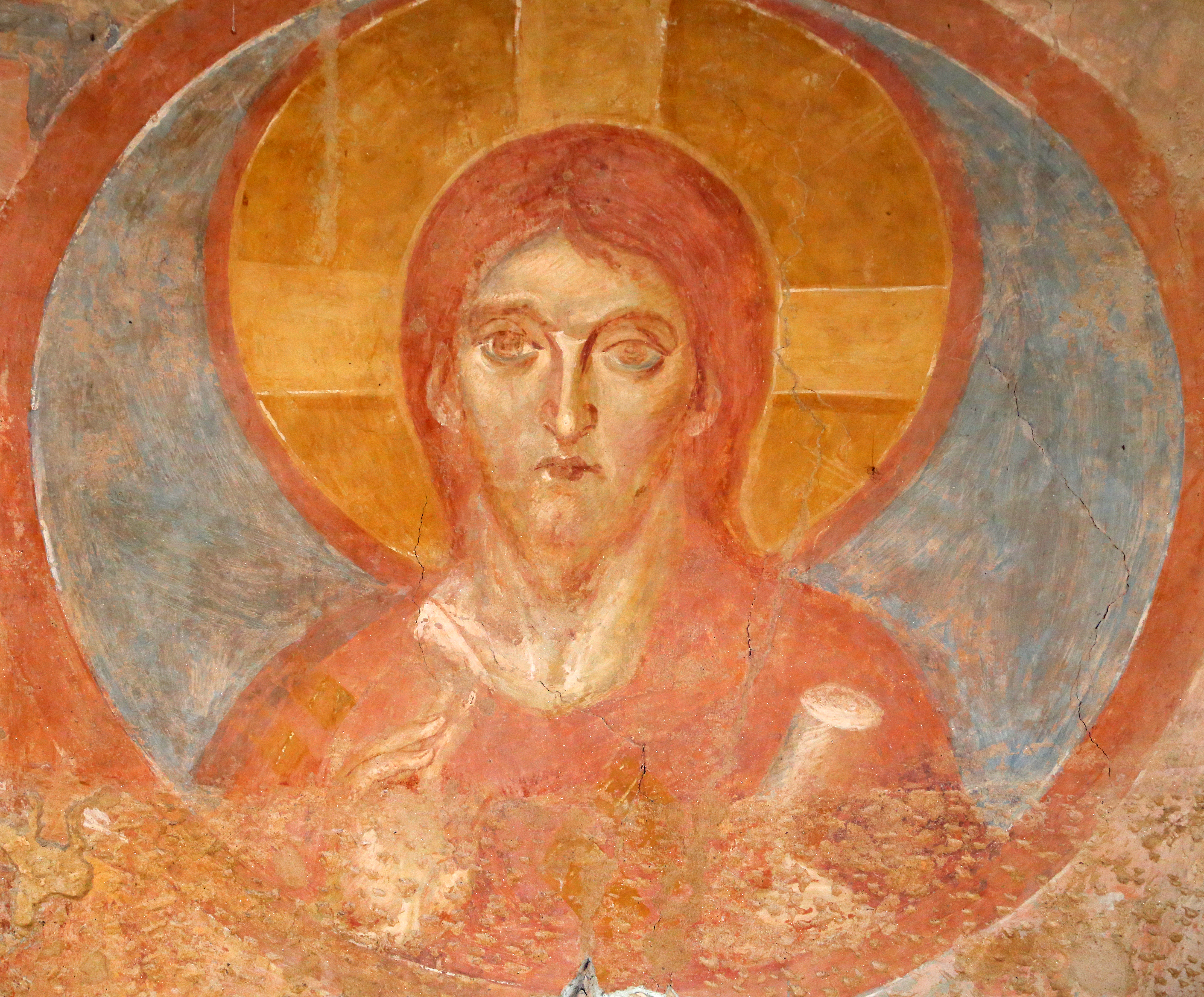
Il Cristo Pantocratore

### Il Cristo Pantocratore
Il busto del Cristo occupa la parte centrale dell'abside, sopra la finestra, ed è posizionato in un tondo di 1,34 metri di diametro. Il fondo su cui si pone la figura è azzurro. Il Cristo veste di rosso e tiene nella mano sinistra un rotolo, mentre con la mano destra compie il gesto della benedizione (con le tre dita, secondo l'uso liturgico orientale). Il volto presenta tutti i connotati del tipo semita: barba corta e appuntita, capelli bruni, labbra strette e carnose, naso molto marcato e grandi occhi.

### Apparizione dell'Angelo a Giuseppe
La scena è ambientata in un'architettura complessa e grandiosa: a sinistra si vede un'alta colonna su base rettangolare che, come nel caso dell'Annunciazione, inquadra la scena; su questa colonna si annoda un drappo purpureo con riflessi azzurri. Il capitello della colonna è ancora purpureo e richiama nello stile l'ordine corinzio. Sopra il capitello poggia il piedritto di un arco ribassato, ornato con un disco rossastro non centrato. L'arco si allontana prospetticamente e va ad appoggiarsi su una lesena molto semplice. Alla sua destra si intravedono altre due lesene che sorreggono altrettanti archi, spezzati dal pittore per lasciare visibile la scena.
In basso a destra si trova un basamento a due gradini sul quale si alza una bassa colonna con capitello bronzeo. Più in alto si scorge un paesaggio campestre con una villa a un piano con due torrette laterali che delimitano un terrazzo. Le finestre sono alte e strette, tipiche della pittura romana, mentre il parapetto, formato da una serie di croci di Sant'Andrea, è di tipo classico. Solo una delle due torri è coperta a padiglione.
La figura dell'angelo riprende quella dell'angelo che si era ritrovato nell'episodio dell'Annunciazione. Ma differentemente da quello, questo angelo procede volando, e non è nell'atto di toccar terra. Giuseppe riposa completamente vestito su un ampio materasso ricurvo e sollevato in prossimità del capo. Rimane ben poco della testa del santo. Si può solo notare che non è presente l'aureola. Sotto la figura di Giuseppe è possibile leggere la scritta ioseph, in bianco sullo sfondo roseo del terreno.

### Viaggio a Betlemme

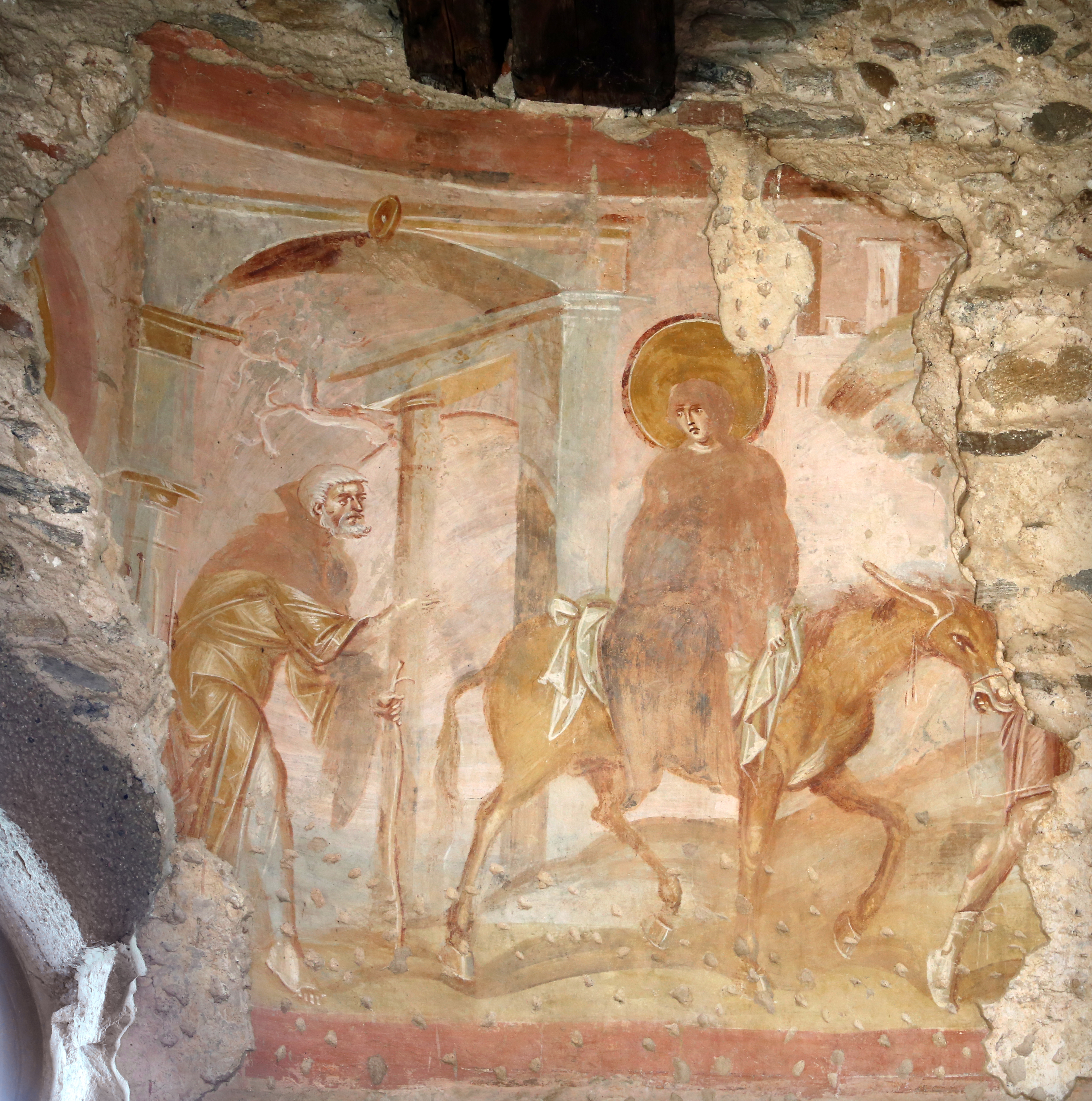
Viaggio a Betlemme

Anche in questo caso si trova come ambientazione un notevole complesso architettonico, posto in primo piano sulla sinistra, mentre la parte destra della scena presenta l'elemento paesistico di sfondo. L'architettura è formata da un arco ribassato che poggia su due semplici pilastri, di cui quello di sinistra nasce da una colonna di tipo affine al dorico: sovrapposizione che può ricordare alcuni elementi del loggiato di Kokanaya in Siria (uno fra i tanti riferimenti all'arte orientale). Dietro a questo primo arco si vede un altro arco ribassato nel mezzo del quale è presente (con apparente incongruenza) una colonna che regge il peso dell'architrave. Si tratta di un portico aperto sulla campagna, in quanto si può notare un ramo di albero secco che si introduce all'interno della costruzione. A destra è presente, come già accennato, un paesaggio che funge da sfondo: si intravedono i resti di quello che doveva essere un grosso ramo, dietro il quale si trova una costruzione turrita e merlata. Questo edificio suggerisce l'idea di una città cinta da mura (per via delle torri e delle feritoie) ed è infatti logico pensare che si tratti di Betlemme.
In primo piano si vedono tre grandi figure in marcia: Giuseppe, Maria a cavallo e un giovane che guida la cavalcatura. L'animale su cui avanza Maria presenta nette caratteristiche tipiche dell'asina, come descritto dal Protovangelo di Giacomo: l'occhio è allungato e umido, i grossi denti sono scoperti; il passo e il movimento delle zampe e dei muscoli denotano, più che la fatica, lo scalpitante procedere dell'animale. Questi elementi restituiscono un realismo che in pochi altri esempi di pittura antica si possono ritrovare. La Vergine siede sul dorso dell'asina sopra un panno bianco, sotto il quale, probabilmente, non era presente una sella. Maria è vestita come nelle altre scene del ciclo pittorico, ma in questo caso indossa anche un mantello viola. Lo sguardo della donna è rivolto verso Giuseppe, anche se presenta un'espressione assente. Questo è riferibile al fatto che nel Protovangelo si parla di una visione di Maria, alle porte di Betlemme, che il pittore può aver voluto riprodurre.
Giuseppe cammina scalzo e con una certa fatica, reggendo nella mano sinistra un bastone. Indossa un abito da viaggio (tunica bruna lumeggiata di bianco, spaccata al ginocchio per rendere più agevole il passo) e porta sulle spalle un mantello rossastro con cappuccio. La mano destra è tesa verso Maria ad indicare che sta rivolgendo delle parole alla donna.
Il terzo personaggio è andato in gran parte perduto: ci rimane solo la gamba destra, muscolosa, nuda dallo stinco al ginocchio, evidentemente appartenente a un giovane uomo.

### Natività

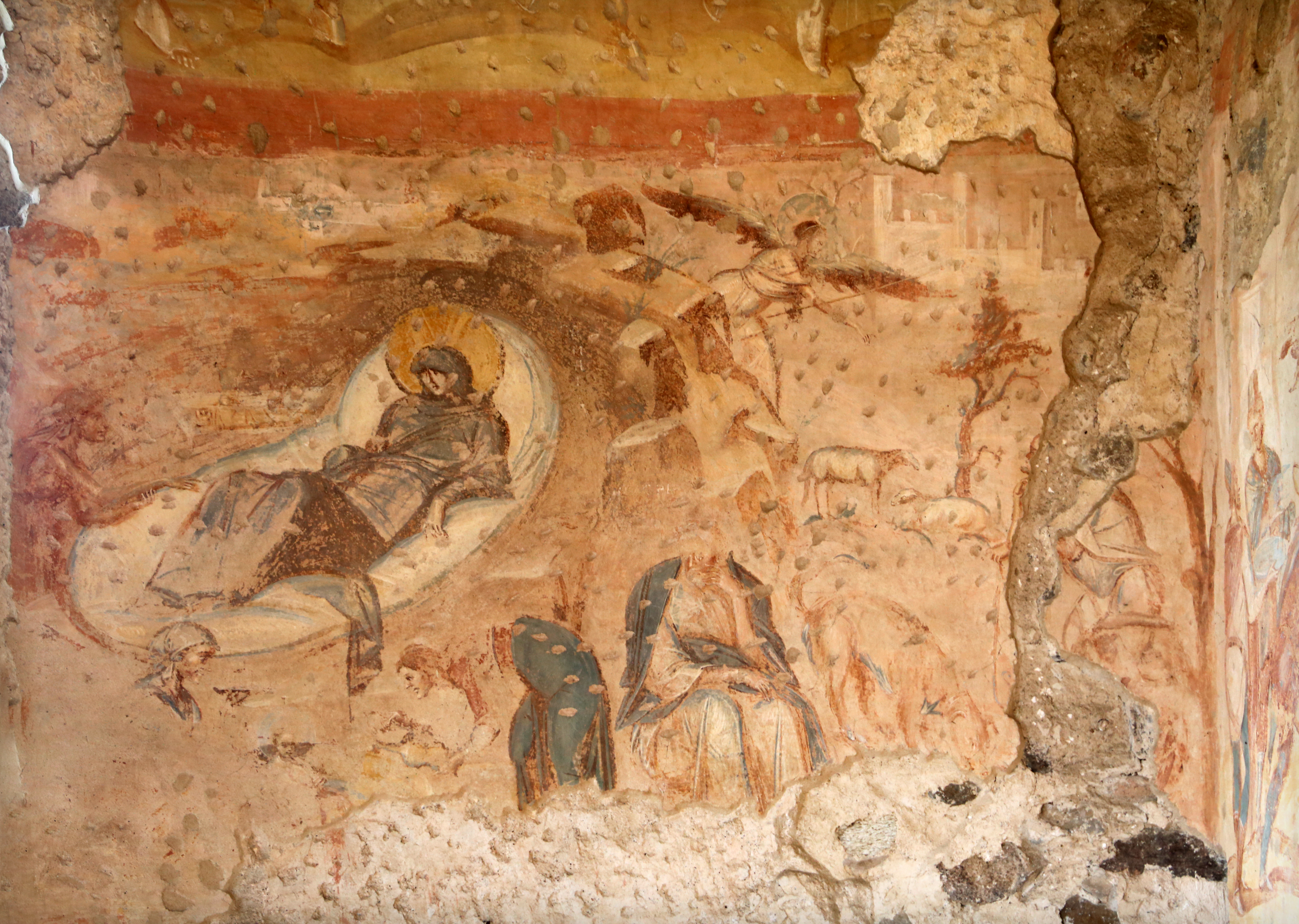
Natività

Questa scena è, tra le superstiti, la più complessa: il pittore qui fonde vari episodi tra loro in uno schema unico, tentando di riunire a questi episodi anche l'Adorazione dei Magi, che però risulta essere su un piano differente, in quanto tra le due scene è presente l'angolo interno della parete tra l'abside e l'arco trionfale. Inizialmente si potrebbe pensare che le due scene siano state pensate in modo indipendente l'una dall'altra, ma osservando meglio, si nota che all'angolo non sono presenti tracce di cornici o di altri elementi che separino una scena dall'altra. L'unica fascia rossa presente è infatti quella orizzontale che delimita queste due scene e le rappresentazioni del Viaggio a Betlemme e dell'Angelo trionfante sopra l'arco.
È tuttavia presente un albero frondoso che campeggia sullo sfondo della campagna e che segna il passaggio da una scena all'altra. Questo atteggiamento sottintende un determinato rapporto tra la Natività e l'Adorazione dei Magi.
La scena della Natività è composta da molti episodi: il Presepe, la Lavanda del Bimbo, il Miracolo dell'Ostetrica e l'Annuncio ai Pastori.
Come nelle scene precedenti, il pittore tende a concentrare i volumi di primo piano sul lato sinistro, lasciando lo sfondo in lontananza sulla destra. In questo caso abbiamo sulla sinistra lo spaccato della grotta, mentre a destra si trova la campagna di Betlemme, corrispondenti, a sinistra, al Presepe e, a destra, all'Annuncio ai Pastori.
La Natività vera e propria si svolge tutta nell'interno della grotta, secondo quanto raccontano i vangeli apocrifi e la tradizione raccolta nell'iconografia orientale. Maria è il fulcro dell'episodio: è assorta e al tempo stesso viva e riposa su un giaciglio simile a quello di Giuseppe nella scena della Apparizione. L'abito che indossa è il solito, ma il mantello è di un viola più cupo e avvolge l'intera figura della Vergine, lasciando scoperte solo la testa e la mano sinistra. Maria è appoggiata al gomito sinistro e la testa è reclinata in avanti, come se stesse meditando.
Vicino alla Vergine, alla sua destra, in una piccola culla rettangolare, intorno alla quale si vedono le piccole teste dell'asino e del bue, si trova il Figlio, stretto in fasce. In alto si trova una stella circondata da un grosso alone che lancia quattro larghi fasci di luce che formano una croce. Dietro a Maria si legge sca maria, con le lettere della seconda parola disposte verticalmente.
A sinistra troviamo una mezza figura femminile che tende la mano destra verso la Vergine: poco sopra la sua testa si trova scritto il nome emea: è l'ostetrica che si ritrova nei vangeli apocrifi. Secondo il Protovangelo di Giacomo, un'ostetrica chiamata da Giuseppe giunse nella grotta dopo la nascita di Gesù. Ella, incredula della nascita del Figlio da una donna vergine, volle toccare con mano e ne restò punita: rimase vittima del cosiddetto "miracolo della mano disseccata". Questa donna è raffigurata con eleganti braccia bronzee e con un'aria stupita sul volto, dello stesso colore delle braccia. È evidente che si tratta di una montanara araba.
Nell'episodio della Lavanda del Bimbo, che occupa la zona in basso a sinistra, si trovano due donne, le quali sono vestite in modo molto simile a quello di Emea. Addirittura, la donna a sinistra indossa gli stessi abiti ed è probabile che si tratti proprio della stessa persona. Qui le si vede anche la gonna rossa a righe orizzontali, stretta in vita da una cintura azzurra. La donna a destra, invece, in piedi e china sul bambino, indossa una gonna azzurra, ma per il resto è simile a Emea. Gesù sta in una tinozza tonda, sorretto dalla donna di sinistra, mentre quella di destra gli versa addosso l'acqua.
Più a destra, sempre in primo piano, si trova Giuseppe, seduto addossato ad una porta: si trova al centro dell'intera scena. Giuseppe è così testimone sia della Natività che dell'Annuncio ai Pastori e lega in questo modo i due episodi. Il suo corpo è rivolto verso i pastori, mentre il volto volge verso sinistra, sul Bimbo nella tinozza. Le mani dell'uomo sono estremamente espressive. Anche in questo caso Giuseppe è privo di aureola; il nome ioseph sta scritto poco sopra la sua testa. Indossa un abito simile a quello portato nella scena dell'Apparizione.
La parte destra della scena è occupata interamente dall'episodio dell'Annuncio ai Pastori ed è fortemente danneggiata. Si tratta di un ampio paesaggio collinoso chiuso in alto dalle possenti mura di Betlemme, a sinistra dalle rocce della grotta e a destra dall'albero posto in angolo. Sul terreno ondulato è presente un solo albero e il gregge è formato da due sole pecore, una che riposa e l'altra che pascola. Un grosso cane a pelo lungo annusa il terreno in primo piano, accanto a Giuseppe. In cielo, l'angelo appare, con le ali spiegate, sopra una rupe, che ne nasconde le gambe. Tiene in mano una verga e il braccio destro è teso verso i pastori, puntando il dito in direzione di questi, come gesto di richiamo. Il primo pastore è un vecchio, in piedi e vestito con una corta tunica bianca cinta in vita; si appoggia ad un bastone con l'estremità superiore ricurva verso il basso. Il bastone è sorretto dalla mano sinistra, ma il pastore vi è appoggiato con il gomito del braccio destro. L'altro pastore è, invece, un giovane dalla pelle bronzea come quella di Emea. Sta seduto all'ombra dell'albero poggiandosi al terreno con il gomito sinistro. Da notare che nessuno dei due pastori suona il flauto o la zampogna.

### Adorazione dei Re Magi

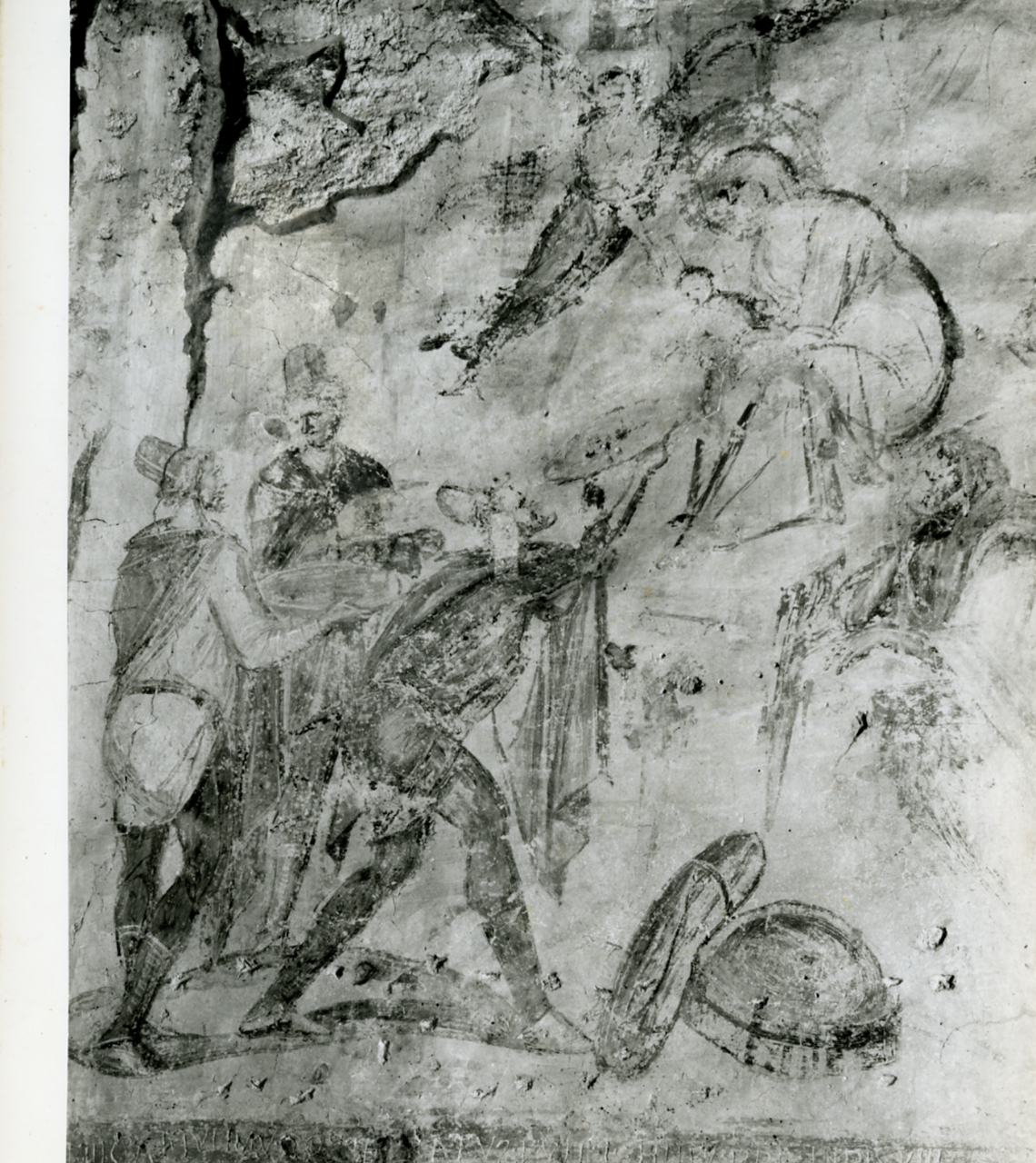
Adorazione dei Re Magi

La scena è dipinta sul muro che divide l'abside dall'aula e ne occupa tutta la parte inferiore di sinistra, contigua alla scena della Natività. Una fascia rossa corre lungo tre lati della scena, fungendo da cornice, lasciando libero solo il lato sinistro, dove è presente l'albero che funge da separazione/unione con la scena adiacente.
La scena dei Magi precede e non segue quella della Presentazione di Gesù al Tempio, lasciando tra queste due la scena della Natività, risultando in qualche modo non in perfetto ordine cronologico.
Ad eccezione dei tre Magi, il resto della scena è quasi esclusivamente puro disegno: contorni rossi a buon fresco disegnati sul fondo giallo-roseo, con particelle di colore presenti sparse qua e là. Lo sfondo, difficilmente visibile, è formato da alberi e architetture lontane. A destra si distingue bene il rialzo roccioso sul quale siedono Giuseppe e Maria (probabilmente si tratta dell'esterno della grotta di Betlemme). Questa è l'unica scena in cui l'orizzonte si apre verso sinistra, lasciando a destra gli elementi di primo piano dell'ambientazione (la grotta). Questo perché a destra si trova l'arco e il pittore aveva la giustificata necessità di creare una chiusura.
Il gruppo dei tre Magi occupa la metà sinistra della scena: alla loro destra sono rappresentati due oggetti rossi, probabilmente bagagli o doni. Uno dei tre Magi si distacca dal gruppo e si presenta a Maria e a Gesù porgendo qualcosa che oggi non è più possibile distinguere a causa della perdita del colore, ma che è evidente si trovasse sopra un largo vassoio. Gli altri due, più giovani, attendono il loro turno conversando discretamente tra di loro e tenendo fra le mani lo stesso vassoio argenteo. Le tre figure vestono tutte allo stesso modo con un drappo (sagum) allacciato sulla spalla destra e una tunica chiara con maniche. Le gambe sono coperte da attillate bracæ (che oggi definiremmo pantaloni) una delle quali è decorata con gruppi di tre perle bianche. Una cintura di stoffa (cingulum) cinge la tunica in vita, molto in basso. Il copricapo è un tegumen capitis che può essere descritto come "una cupola di forma cilindrica insistente sulla cervice e che si apre da un lato: un bottone, alla base del taglio, ne riunisce i lembi, mentre una falda ineguale, limitata cioè sulla nuca ed ampia invece davanti sino alla fronte, aderisce al capo: un nastro (ligamentum) pende da un lato sul collo e sulla spalla nei due Magi di sinistra, ma può essere evidentemente annodato sotto il mento: nell'offerente notiamo infatti che esso aderisce alla gota scomparendo appunto sotto la gola".
La parte destra della composizione contiene, sullo sfondo roccioso, le figure di Giuseppe e di Maria col Figlio, tutte rivolte verso il centro della scena. La Vergine siede molto in alto, ben più in alto rispetto a Giuseppe (non è tuttavia presente la cattedra monumentale, il trono su cui viene spesso raffigurata in altre composizioni, pure della stessa epoca).

### Presentazione di Gesù al Tempio

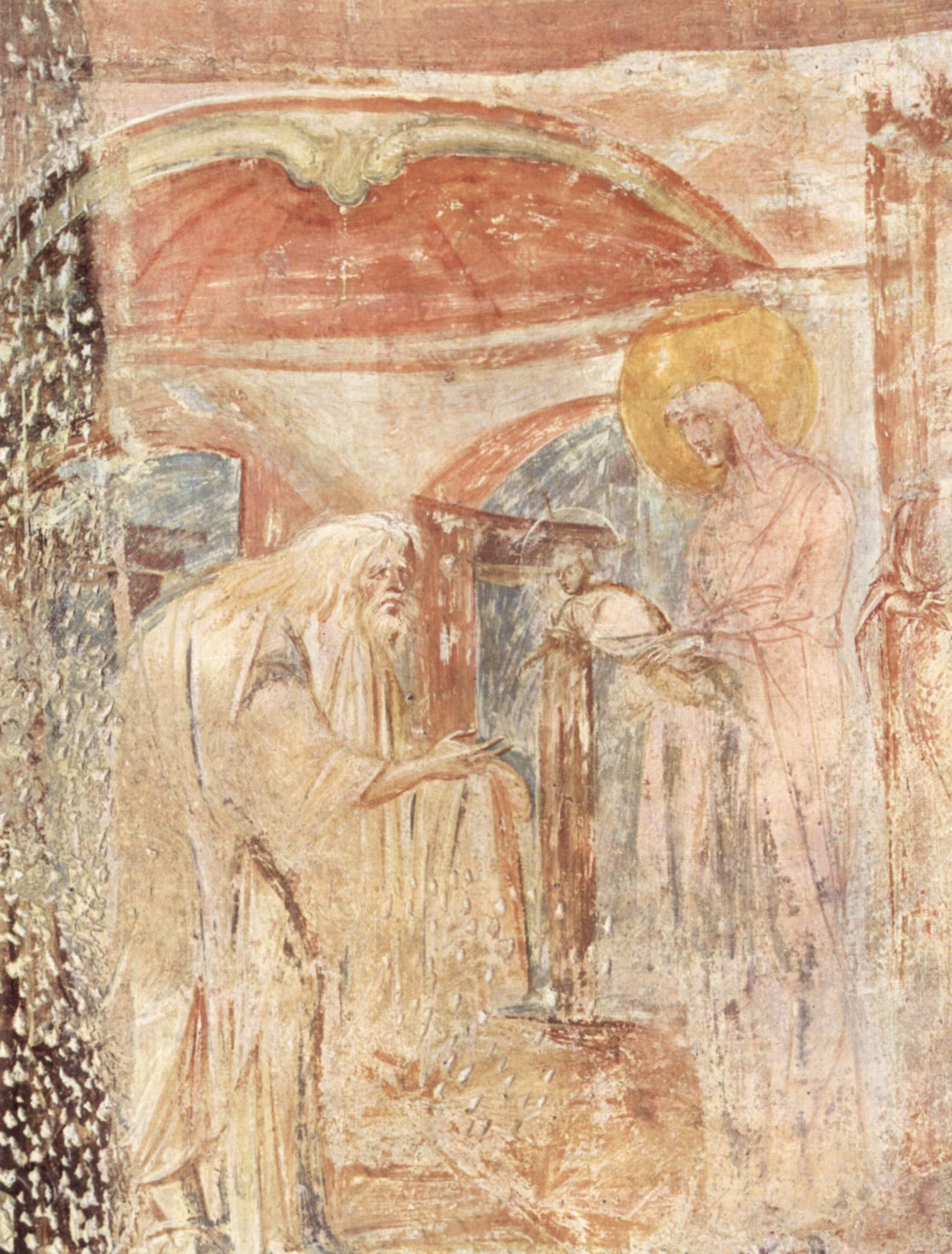
Presentazione di Gesù al Tempio

Questo episodio viene molto spesso ignorato dall'antica iconografia cristiana. La scena presente in Santa Maria foris portas presenta due gruppi di figure, rappresentate senza alcuna simmetria: si tratta, a destra, di due vecchi che accompagnano Giuseppe, il quale porta tra le mani l'offerta delle colombe (ormai quasi scomparse) e segue a sua volta la Vergine.
A sinistra la Profetessa Anna osserva la scena, mentre, davanti a lei, Simeone accoglie Maria e si protende verso il Bimbo che gli viene porto. L'episodio si svolge all'interno del Tempio, architettonicamente molto complesso: gli archi lasciano intravedere scorci di cielo, mentre il centro della scena è costituito da un'abside decorato con un padiglione a conchiglia di colore rossastro. All'interno dell'abside non c'è traccia dell'altare. A sinistra si trova però un basamento che nasconde la parte inferiore della figura di Anna.
Simeone risulta il protagonista della scena: è curvo e proteso verso Gesù in un atteggiamento di riverenza e ansioso affetto. Indossa una tunica bianca e un mantello dello stesso colore, che gli copre anche la mano sinistra. L'intera figura, e in particolare la mano destra e il volto, esprimono la fatica della vecchiaia. Non presenta l'aureola, che era invece presente del sacerdote (probabilmente Zaccaria) della scena della Prova delle Acque. Ai piedi di Simeone si legge la didascalia zvmeon.
La Vergine indossa le solite vesti e presenta la solita ampia aureola. L'aureola di Gesù lascia intravedere il dettaglio della croce, come avviene nella figura del Cristo Pantocratore. Giuseppe e i due vecchi (si tratta forse di altri sacerdoti) oggi sono ridotti solo al contorno. Giuseppe ha le consuete caratteristiche (assenza di aureola) e veste i soliti indumenti. La prospettiva dell'architettura fa intendere che le figure di Giuseppe e dei due vecchi si siano arrestati presso la soglia del tempio, senza entrarvi.

### Decorazione dell'arco trionfale

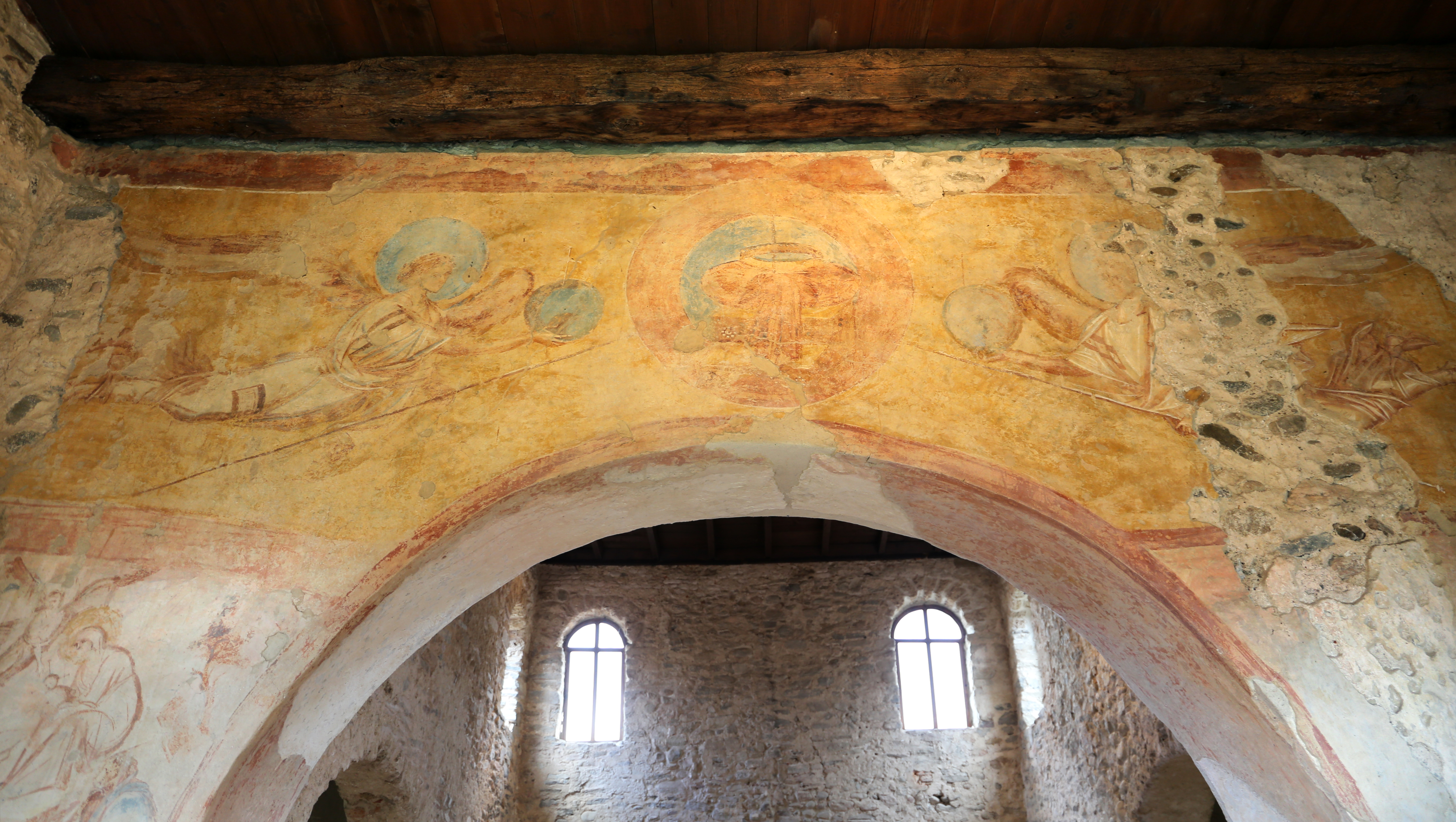
Arcone con arcangeli ed etimasia

La parte superiore del muro dove si apre l'arco di accesso all'abside, contiene un complesso decorativo costituito da due angeli trionfanti in volo verso un'etimasia inquadrata in un tondo di 1,28 metri di diametro. Le due figure angeliche, esattamente simmetriche, sono raffigurate su sfondo giallo aureo. Quello di sinistra rappresenta l'arcangelo Michele, mentre quello di destra è l'arcangelo Raffaele, considerati, insieme a Gabriele, prìncipi delle milizie celesti.
La tunica e il pallio indossati dai due monumentali angeli sono bianchi, decorati con alcune parti color porpora, in particolare sulle spalle. In entrambe le figure, un'ala si vede in parte, nascosta dal corpo dell'angelo, mentre l'altra è completamente dispiegata e mostra un piumaggio bianco e rosso-bruno. Nelle mani tengono due grandi globi azzurri, con ombreggiature che ne evidenziano la sfericità. Le aste tenute nell'altra mano, non terminano a croce, ma bensì con un pomolo.
Il tondo centrale è di pochi centimetri più piccolo rispetto a quello che racchiude il Cristo Pantocratore. Esso contiene le "insegne di Cristo" (etimasia): sopra un seggio privo di spalliera e braccioli è posto un grosso cuscino rosso e rigonfio simile a quello su cui siede Maria nella scena dell'Annunciazione. Il seggio non è rappresentato in maniera frontale, ma leggermente inclinato e pare voler uscire dal tondo in cui è contenuto. Sul cuscino si trova un manto di porpora sul quale è posta una lunga croce che attraversa il diadema aureo decorato con due file di grosse perle. Il diadema è del classico tipo tardo-romano. Non è presente il Rotolo della Legge o il libro del Vangelo. Il libro è invece presente sotto la finestra centrale dell'abside, sopra la quale si trova il Cristo Pantocratore. Il libro è semplicemente poggiato su un trono, raffigurazione estremamente rara.
Il pittore ha voluto in questo modo coordinare attentamente ogni singola parte della sua opera: al centro dell'abside, in alto, ha posto il Cristo Pantocratore, il Cristo storico, visibile dai fedeli già dal loro ingresso nell'aula della chiesa; in basso, fuori dal ciclo narrativo e nascosto dall'altare (che oggi non è più presente) ha posizionato il libro del Vangelo, da cui procede l'autorità del culto e la verità dei misteri celebrati; infine, sopra l'arco trionfale, in posizione visibile solo a coloro che celebravano i riti nella chiesa, ha raffigurato l'etimasia, ovvero il simbolo del Cristo venturo (futuro), Re a cui gli arcangeli porgono le insegne della vittoria e del Regno dei Cieli.